# Race of Champions 2005
Race of Champions 2005 kördes i Paris 2005.
- Plats:  Stade de France
- Datum: 3 december 2005
- Segrare:  Sébastien Loeb
- Segrare i Nations Cup:  Team Scandinavia

## Deltagare
| Team                    | Förare                                   |
| ----------------------- | ---------------------------------------- |
| Team GB                 | David Coulthard, Colin McRae             |
| Team Brazil             | Felipe Massa, Nelsinho Piquet            |
| Team Germany            | Bernd Schneider, Armin Schwarz           |
| Team USA                | Travis Pastrana, Jeff Gordon             |
| Team Playstation France | Stéphane Peterhansel, Sébastien Bourdais |
| Team Finland            | Heikki Kovalainen, Marcus Grönholm       |
| Team Benelux            | François Duval, Christijan Albers        |
| Team France             | Sébastien Loeb, Jean Alesi               |
| Team Scandinavia        | Tom Kristensen, Mattias Ekström          |
| Wildcard ROC drivers    | Dan Wheldon, Daniel Sordo                |